# Mirnyïta
La mirnyïta és un mineral de la classe dels òxids que pertany al grup de la crichtonita. Rep el nom de la ciutat de Mirny, a Rússia, a prop de la localitat tipus.

## Característiques
La mirnyïta és un òxid de fórmula química SrZr4+Mg₂(Cr3+₆Ti4+₁₂)O38. Va ser aprovada com a espècie vàlida per l'Associació Mineralògica Internacional l'any 2020 i publicada en febrer de 2023. Cristal·litza en el sistema trigonal.
L'exemplar que va servir per a determinar l'espècie, el que es coneix com a material tipus, es troba conservat a les col·leccions del Museu geològic de Sibèria Central, a Novosibirsk (Rússia), amb el número de catàleg: vii-100/1.

## Formació i jaciments
Va ser descoberta a la mina Internatsionalny, al districte de Mirninsky (Sakhà, Rússia), on es troba en forma d'inclusions en pirop. Aquesta mina russa és l'únic indret de tot el planeta on ha estat descrita aquesta espècie mineral.